# Державна таємниця
Держа́вна таємни́ця — інформація у сфері оборони, економіки, науки і техніки, зовнішніх відносин, державної безпеки та охорони правопорядку, розголошення якої може завдати шкоди національній безпеці держави і яка спеціально охороняється державою.

## В Україні
Перелік відомостей, які відносяться до державної таємниці, визначається державними експертами з таємниць і затверджується наказом Служби безпеки України у формі Зводу відомостей, що становлять державну таємницю.
Носіям інформації, які містять інформацію, що становить державну таємницю, надається один з грифів обмеження доступу (у порядку зростання рівня таємності) «таємно», «цілком таємно» або «особливої важливості». Надання грифів обмеження доступу, призначених для державної таємниці, носіям інформації, що не містять відомостей, які підпадають під ЗВДТ, заборонено.
Відомостями, що складають державну таємницю, зазвичай володіють посадові особи, допущені до них за родом своєї роботи.
Законодавством визначене поняття форми допуску як показника повноважень посадової особи в частині доступу до державної таємниці.
1-ша форма — допуск до державної таємниці з грифами обмеження доступу «таємно», «цілком таємно», «особливої важливості».
2-га форма — допуск до державної таємниці з грифами обмеження доступу «таємно», «цілком таємно».
3-тя форма — допуск до державної таємниці з грифом обмеження доступу «таємно».

### Покарання за розголошення
За розголошення державної таємниці посадові особи несуть відповідальність, у тому числі кримінальну.
Стаття 328 Кримінального кодексу України передбачає покарання за розголошення державної таємниці: Розголошення державної таємниці
1. Розголошення відомостей, що становлять державну таємницю, особою, якій ці відомості були довірені або стали відомі у зв'язку з виконанням службових обов'язків, за відсутності ознак державної зради або шпигунства — 
карається позбавленням волі на строк від двох до п'яти років з позбавленням права обіймати певні посади чи займатися певною діяльністю на строк до трьох років або без такого.
2. Те саме діяння, якщо воно спричинило тяжкі наслідки, — 
карається позбавленням волі на строк від п'яти до восьми років

.

### Критика
За часів АТО на сході України, виявилась правова прогалина в регулюванні доступу до державної таємниці, а саме, відсутність швидкого механізму позбавлення доступу до державної таємниці. Так, Законом України не передбачено поділ, наприклад, депутатів на патріотів та проросійськи-налаштованих. Так під увагу ЗМІ потрапили факти самовільного та неузгодженого відвідування окупованих територій та зустріч у Мінську з ватажками терористичних угруповань народним депутатом Надією Савченко, де, імовірно, потенційно могла розголошуватись державна таємниця. Також, неврегульованою, станом на кінець 2016 року виявилась прогалина, коли депутат, не позбавлений мандата, має законне право звертатися у держструктури і отримувати секретну інформацію. Піддавався також критиці депутат Богуслаєв В. О., «який з російськими „партнерами“ контактує частіше, ніж з колегами по Раді».